# 三和町下市萱
三和町下市萱（みわまち しもいちがや）は、福島県いわき市の大字である。郵便番号は970-1372。

## 地理
いわき市中部の三和地区に属する。北西で三和町上市萱、北で三和町差塩、東で三和町中寺、南で三和町渡戸、西で石川郡古殿町大久田、山上とそれぞれ隣接する。概ね町村制施行以前の磐前郡下市萱村の流れを汲む地域である。二級水系夏井川水系好間川上流域および二級水系鮫川水系入遠野川上流部左岸域を主な範囲とする。好間川沿いの平地に水田が広がり、堀ノ内川合流点付近の旧国道49号沿いや福島県道135号三株下市萱小川線沿いに集落が位置するほかは、地区内のほとんどが山林で占められている。内郷御厩町内に所在するいわき中央警察署及び三和町下市萱に所在する内郷消防署三和分遣所がそれぞれ管轄にあたる。

### 主な字
字
- 遅川
- 根小屋
- 片岸
- 竹ノ内

- 松ケ枝
- 北ノ入
- 北
- 楚部穴

- 竹ノ下
- 堀ノ内
- 滝ノ上
- 新田

### 山岳
- 馬揚山

### 河川
二級水系夏井川水系
- 好間川
  - 遅川
  - 根小屋川
  - 片岸沢
  - 堀ノ内川
  - 北川

二級水系鮫川水系
- 入遠野川

## 歴史
- 1879年1月27日 - 笠間藩領下市萱村が福島県内における郡区町村制の施行により磐前郡の村となる[4]。
- 1889年4月1日 - 町村制の施行により下市萱村が上市萱村、中寺村と合併し沢渡村が発足する。旧下市萱村域は沢渡村の大字となる。[4]。
- 1896年4月1日 - 磐前郡と周辺郡との合併により石城郡が発足し、石城郡沢渡村となる[4]。
- 1955年2月11日 - 石城郡沢渡村が三阪村、永戸村と合併し三和村となり、三和村の大字となる[4]。
- 1966年10月1日 - 三和村が平市・磐城市・常磐市・勿来市・内郷市、石城郡遠野町・四倉町・小川町・川前村・田人村・好間村、双葉郡久之浜町・大久村と合併しいわき市となり、いわき市三和地区の大字となる[4]。

## 世帯数と人口
2023年10月31日現在の世帯数と人口は以下の通りである。
| 大字         | 世帯数  | 人口  |
| ------------ | ------- | ----- |
| 三和町下市萱 | 140世帯 | 305人 |

## 小・中学校の学区
市立小・中学校に通う場合、学区は以下の通りとなる。
| 番地 | 小学校               | 中学校               |
| ---- | -------------------- | -------------------- |
| 全域 | いわき市立三和小学校 | いわき市立三和中学校 |

## 交通

### 道路
- 国道49号
- 福島県道135号三株下市萱小川線

## 施設
- 福島県警察いわき中央警察署 沢渡駐在所
- いわき市立三和中学校
- いわき市立三和小学校
- 内郷消防署 三和分遣所
- いわき市三和公民館 三和ふれあい館
- JA福島さくら 三和支店
- 観音寺
- 飯成神社
- 諏訪神社